# 広島県道378号御幸松永線
広島県道378号御幸松永線（ひろしまけんどう378ごう みゆきまつながせん）は、広島県福山市を通る一般県道である。

## 概要
福山市御幸町大字森脇から福山市神村町（かむらちょう）に至る。
福山市北部の御幸町と福山市西部の松永町を結ぶ路線ではあるものの、事実上の終点は神村町となっている。

### 路線データ
- 起点：広島県福山市御幸町[1]大字森脇（柳原交差点、広島県道391号加茂福山線交点）
- 終点：広島県福山市神村町[1] （広島県道54号福山尾道線交点）
- 実延長：11.339 km[注釈 1][1]

## 歴史
- 1960年（昭和35年）10月10日 - 広島県告示第682号[1]により広島県道242号御幸松永線として認定。
- 1966年（昭和41年）5月1日 - 福山市・松永市が対等合併し、全線が福山市域を通る路線に。また旧松永市域の地名表記が変更（松永市神村町 → 福山市神村町）。
- 1972年（昭和47年）11月1日 - 広島県の県道番号再編により現行の県道番号に変更。
- 2018年（平成30年）3月30日 - 広島県告示第310号[2]および313号[3]により山手町 - 津之郷町大字津之郷における新道（都市計画道路山手赤坂線）が供用開始[注釈 2]。

## 路線状況
芦田川堤防区間と都市計画道路山手赤坂線区間を除き、幅員狭小。また通学時間帯における一方通行規制や自動車通行止め規制が実施されている区間が存在。

### 重複区間
- 広島県道391号加茂福山線新道（福山市御幸町大字中津原・大渡橋東詰交差点 - 福山市郷分町・大渡橋西詰交差点）

### 道路施設

#### 橋梁
- 大渡橋（芦田川、福山市御幸町大字中津原 - 郷分町）

### 並行する旧街道
- 近世旧山陽道 - 大渡橋（福山市御幸町大字中津原 - 福山市郷分町）以南における現道はほぼ同じ経路。

## 地理

### 通過する自治体
- 広島県
  - 福山市

### 交差する道路
| 交差する道路                                                | 交差する場所           | 交差する場所               |
| ----------------------------------------------------------- | ---------------------- | -------------------------- |
| 広島県道391号加茂福山線 / 現道 広島県道395号川南近田線 重複 | 御幸町大字森脇         | 柳原交差点 / 起点          |
| 広島県道391号加茂福山線 / 新道 重複区間起点                 | 御幸町大字中津原       | 大渡橋東詰交差点           |
| 広島県道391号加茂福山線 / 新道 重複区間終点                 | 郷分町                 | 大渡橋西詰交差点           |
| 広島県道378号御幸松永線 / 新道                              | 津之郷町大字津之郷     | スマートインター入口交差点 |
| 広島県道463号津之郷山守線                                   | 津之郷町大字津之郷     |                            |
| 広島県道54号福山尾道線                                      | 神村町（かむらちょう） | 終点                       |

### 交差する鉄道
- 山陽新幹線

### 沿線
- 福山市立幸千中学校（福山市御幸町大字中津原）
- 福山ゴルフ倶楽部 （福山市御幸町大字中津原） - 福山市立幸千中学校西側の芦田川河川敷を用いて作られたゴルフ場。
- ホロコースト記念館（福山市御幸町大字中津原）
- 芦田川見る視る館（福山市御幸町大字中津原）
- 中津原浄水場（福山市御幸町大字中津原）
- 高屋川浄化施設（福山市御幸町大字中津原）
- 広島県立福山高等技術専門校（福山市山手町）
- 福山市立城西中学校（福山市山手町）
- E2 山陽自動車道 福山SA（福山市津之郷町大字津之郷） - ウェルカムゲートおよびスマートインターチェンジ併設。
- 広島県東部運転免許センター（福山市瀬戸町大字山北）
- 福山市立済美中学校（福山市赤坂町大字赤坂）
- JR西日本山陽本線 備後赤坂駅（福山市赤坂町大字赤坂）
- 福山市立福山中・高等学校（福山市赤坂町大字赤坂）